# Котати (град, Калифорния)
Котати (на английски: Cotati) е град в окръг Сонома, щата Калифорния, САЩ. Котати е с население от 7479 жители (по приблизителна оценка от 2017 г.) и обща площ от km². Намира се на 34 m надморска височина. ЗИП кодовете му са 94931, а телефонният му код е 707.